# Andy Kershaw

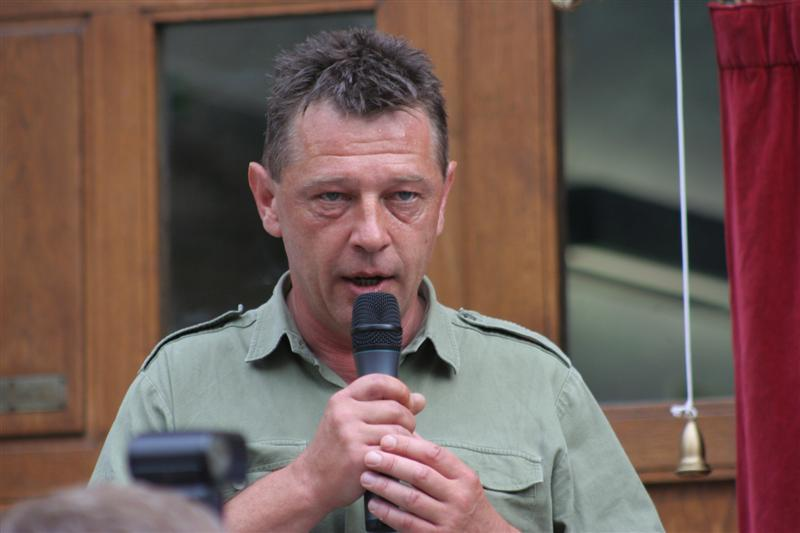
Andy Kershaw.

Andy Kershaw (nacido el 9 de noviembre de 1959 en Rochdale, Gran Mánchester) es un presentador británico, conocido ante todo como un promotor de la música mundial. Su programa es una mezcla de country, blues, reggae, sonidos de toda África, folk, música de Asia y presentaciones habladas de gente como Ivor Cutler y John Cooper Clarke. Vive en la Isla de Man y tiene un programa en la BBC Radio 3.
- Datos: Q3754508
- Multimedia: Andy Kershaw / Q3754508